# Le 66 (Offenbach)
Le 66 est une opérette en un acte composée par Jacques Offenbach en 1856 sur un livret de Pittaud de Forges et Laurencin.

## Histoire
La première eut lieu au Théâtre des Bouffes-Parisiens (Salle Lacaze) le 31 juillet 1856. C'est l'une des neuf opérettes en un acte présentées cette année aux Bouffes-Parisiens. Le 66  est demeuré au répertoire du théâtre, puis a été joué à Vienne en 1859 au Carltheater et ensuite en 1862. Il a été joué aussi à Budapest en 1860, à Londres en 1865 et en 1876. L'opérette a été montée à Paris en 1984 au Studio Bertrand avec Pépito.
Les contemporains ont surtout apprécié la romance et la tyrolienne, ainsi que le chant d'entrée du colporteur.

## Rôles
| Rôles           | Voix    | Création  |
| --------------- | ------- | --------- |
| Frantz          | Ténor   | Gerpré    |
| Grittly         | Soprano | Mareschal |
| Joseph Berthold | Baryton | Guyot     |

## Argument
En route pour Strasbourg, deux voyageurs tyroliens affamés atteignent les environs de Stuttgart. Grittly a appris que sa sœur Madeleine était dans la détresse venant de perdre son mari et elle doit se rendre auprès d'elle ; Frantz Schniffourchagrozerff, son cousin, l'accompagne. Ils sont tous les deux chanteurs ambulants. Frantz, qui a acheté un billet de loterie portant le numéro 66 alors qu'il était à Innsbruck, rencontre un colporteur; celui-ci confie aux deux voyageurs qu'il a la liste des numéros gagnants de la loterie et que le détenteur du numéro 66 remporte la coquette somme de cent mille florins. Fou de joie (À moi l'opulence, à moi les écus), Frantz emprunte la somme auprès du colporteur et s'en va en ville pour faire de folles dépenses. Il revient affublé de vêtements grotesques qui ont coûté horriblement cher. Grittly et lui se disputent et ils découvrent que le billet porte en fait le numéro 99...Ils l'avaient lu à l'envers. Cependant le colporteur s'avère être le mari (qui n'est jamais mort) de la sœur de Grittly et il est très fortuné. Il voulait en fait donner une leçon à Frantz sur les dangers de l'extravagance.

## Airs musicaux
- Introduction
- Romance « En apprenant cette détresse » et tyrolienne « Dans mon Tyrol »
- Air « Voilà le colporteur »
- Trio « Et maintenant lisez-nous ça »
- Couplets « C’était la compagne fidèle »
- Couplets « Cocasse ? moi »
- Trio « O ciel ! ô ciel ! »
- Final « Ah ! quel bonheur »